# Daniel Chopra
Daniel Samir Chopra (født 23. december 1973 i Stockholm, Sverige) er en svensk golfspiller, der (pr. september 2010) står noteret for 13 sejre gennem sin professionelle karriere. Hans bedste resultat i en Major-turnering er en 24. plads, som han opnåede ved US Open i 2004.
Chopras far er inder, hvilket forklarer hans asiatisk klingende navn.